# Argus (album)
Argus je třetí album rockové skupiny Wishbone Ash. Je nejpopulárnějším albem skupiny Wishbone Ash a fanoušky a kritiky je považováno za nejlepší. Toto album bylo na sklonku roku 1972 vyhlášeno časopisem Sounds za "Album roku". Album představuje směs progressive rocku, folku a heavy metalu, přičemž je považováno mezník ve vývoji hry na dvě sólové kytary, kterou později převzaly takové skupiny jako Thin Lizzy a Iron Maiden. Zvukařem na albu Argus byl Martin Birch, který též spolupracoval s Deep Purple, později s Iron Maiden a ostatními hard rockovými / heavy metalovými skupinami.
V roce 2002 bylo album Argus remasterováno a rozšířeno o 3 živé stopy z promočního EP Live from Memphis nahraného ve studiích WMC-FM

## Seznam stop

### LP
Všechny skladby napsali Andy Powell, Martin Turner, Ted Turner a Steve Upton
strana 1
1. "Time Was" – 9:42 (zpěv – Ted Turner, Martin Turner)
2. "Sometime World" – 6:55 (zpěv – Martin Turner, Andy Powell)
3. "Blowin' Free" – 5:18 (zpěv – Martin Turner, Andy Powell, Ted Turner)

strana 2
1. "The King Will Come" – 7:06 (zpěv – Martin Turner, Andy Powell)
2. "Leaf and Stream" – 3:55 (zpěv – Martin Turner)
3. "Warrior" – 5:53 (zpěv – Martin Turner, Andy Powell)
4. "Throw Down the Sword" – 5:55 (zpěv – Martin Turner, Andy Powell)

### CD
1. "Time Was" – 9:42
2. "Sometime World" – 6:55
3. "Blowin' Free" – 5:18
4. "The King Will Come" – 7:06
5. "Leaf and Stream" – 3:55
6. "Throw Down the Sword" – 5:55
bonus u první reedice
7. "No Easy Road" – 3:36
bonus z Live from Memphis Promotional EP
8. "Jail Bait" – 4:57
9. "The Pilgrim" – 10:10
10. "Phoenix" – 17:05

### 2007 Deluxe editon
disk 1
1. "Time Was"
2. "Sometime World"
3. "Blowin' Free"
4. "The King Will Come"
5. "Leaf and Stream"
6. "Warrior"
7. "Throw Down the Sword"
8. "No Easy Road"
9. "The Pilgrim" (live in Memphis 1972)
10. "Phoenix" (live in Memphis 1972)

disk 2
1. "Time Was" (BBC in concert session 1972)
2. "Blowin' Free" (BBC in concert session 1972)
3. "Warrior" (BBC in concert session 1972)
4. "Throw Down the Sword" (BBC in concert session 1972)
5. "King Will Come" (BBC in concert session 1972)
6. "Phoenix" (BBC in concert session 1972)
7. "Blowin' Free" (BBC session 1972)
8. "Throw Down The Sword" (BBC session 1972)

## Obsazení
- Martin Turner – baskytara, zpěv
- Andy Powell – kytara, zpěv
- Ted Turner – kytara, zpěv
- Steve Upton – bicí
- John Tout – varhany na "Throw Down The Sword"